# Episodi di Yellowjackets (terza stagione)
La terza stagione della serie televisiva Yellowjackets, composta da dieci episodi, è stata resa disponibile sul servizio streaming Paramount+ dal 14 febbraio all'11 aprile 2025, in tutti i Paesi in cui è disponibile.
La stagione è inoltre stata trasmessa sul canale statunitense via cavo Paramount+ with Showtime dal 16 febbraio al 13 aprile 2025.
| nº | Titolo originale                  | Titolo italiano                          | Pubblicazione    |
| -- | --------------------------------- | ---------------------------------------- | ---------------- |
| 1  | It Girl                           | La ragazza del momento                   | 14 febbraio 2025 |
| 2  | Dislocation                       | Dislocazione                             | 14 febbraio 2025 |
| 3  | Them's the Brakes                 | Così vanno le cose                       | 21 febbraio 2025 |
| 4  | 12 Angry Girls and 1 Drunk Travis | 12 ragazze arrabbiate e 1 Travis ubriaco | 28 febbraio 2025 |
| 5  | Did Tai Do That?                  | È stata Tai a fare questo?               | 7 marzo 2025     |
| 6  | Thanksgiving (Canada)             | Giorno del Ringraziamento (Canada)       | 14 marzo 2025    |
| 7  | Croak                             | Gracidio                                 | 21 marzo 2025    |
| 8  | A Normal, Boring Life             | Una normale vita noiosa                  | 28 marzo 2025    |
| 9  | How the Story Ends                | Come finisce la storia                   | 4 aprile 2025    |
| 10 | Full Circle                       | Punto di partenza                        | 11 aprile 2025   |

## La ragazza del momento
- Titolo originale: It Girl
- Diretto da: Bart Nickerson
- Scritto da: Jonathan Lisco, Ashley Lyle e Bart Nickerson

### Trama
- Guest star: Alexa Barajas (Mari), Nia Sondaya (Akilah), Jenna Burgess (Melissa), Jeff Holman (Randy Walsh), Naomi Simpson (Vera da adulta), Elijah Wood (Walter Tattersall).
- Ascolti USA: telespettatori 92 000 – rating 18-49 anni 0,02%[2]

## Dislocazione
- Titolo originale: Dislocation
- Diretto da: Bille Woodruff
- Scritto da: Rich Monahan e Ameni Rozsa

### Trama
- Guest star: Alexa Barajas (Mari), Nia Sondaya (Akilah), Jenna Burgess (Melissa), Elijah Wood (Walter Tattersall).
- Ascolti USA: telespettatori 71 000 – rating 18-49 anni 0,02%[2]

## Così vanno le cose
- Titolo originale: Them's the Brakes
- Diretto da: Jonathan Lisco
- Scritto da: Jonathan Lisco, Ashley Lyle e Bart Nickerson

### Trama
- Guest star: Ella Purnell (Jackie Taylor), Alexa Barajas (Mari), Nia Sondaya (Akilah), Jenna Burgess (Melissa).
- Ascolti USA: telespettatori 79 000 – rating 18-49 anni 0,01%[3]

## 12 ragazze arrabbiate e 1 Travis ubriaco
- Titolo originale: 12 Angry Girls and 1 Drunk Travis
- Diretto da: Jennifer Morrison
- Scritto da: Julia Bicknell e Terry Wesley

### Trama
- Guest star: Ella Purnell (Jackie Taylor), Alexa Barajas (Mari), Nia Sondaya (Akilah), Jenna Burgess (Melissa), Jeff Holman (Randy Walsh).
- Ascolti USA: telespettatori 58 000 – rating 18-49 anni 0,01%[4]

## È stata Tai a fare questo?
- Titolo originale: Did Tai Do That?
- Diretto da: Jeffrey W. Byrd
- Scritto da: Sarah L. Thompson e Elise Brown

### Trama
- Guest star: Alexa Barajas (Mari), Nia Sondaya (Akilah), Jenna Burgess (Melissa), Michael St. John Smith (sig. Matthews), Rukiya Bernard (Simone Abara), Aiden Stoxx (Sammy Abara-Turner), Elijah Wood (Walter Tattersall).
- Ascolti USA: telespettatori 58 000 – rating 18-49 anni 0,01%[5]

## Giorno del Ringraziamento (Canada)
- Titolo originale: Thanksgiving (Canada)
- Diretto da: Pete Chatmon
- Scritto da: Libby Hill e Emily St. James

### Trama
- Guest star: Alexa Barajas (Mari), Nia Sondaya (Akilah), Nicole Maines (Lisa), Nelson Franklin (Edwin), Jenna Burgess (Melissa), Ashley Sutton (Hanna), Elijah Wood (Walter Tattersall).
- Ascolti USA: non disponibili

## Gracidio
- Titolo originale: Croak
- Diretto da: Jennifer Morrison
- Scritto da: Alisha Brophy e Ameni Rozsa

### Trama
- Guest star: Alexa Barajas (Mari), Nia Sondaya (Akilah), Joel McHale (Kodiak), Nelson Franklin (Edwin), Jenna Burgess (Melissa), Ashley Sutton (Hannah).
- Ascolti USA: telespettatori 68 000 – rating 18-49 anni 0,0%[6]

## Una normale vita noiosa
- Titolo originale: A Normal, Boring Life
- Diretto da: Anya Adams
- Scritto da: Julia Bicknell

### Trama
- Special guest star: Hilary Swank (Melissa / Kelly).
- Guest star: Ella Purnell (Jackie Taylor), Alexa Barajas (Mari), Nia Sondaya (Akilah), Joel McHale (Kodiak), Jenna Burgess (Melissa), Ashley Sutton (Hannah).
- Ascolti USA: telespettatori 94 000 – rating 18-49 anni 0,01%[7]

## Come finisce la storia
- Titolo originale: How the Story Ends
- Diretto da: Ben Semanoff
- Scritto da: Sarah L. Thompson

### Trama
- Special guest star: Hilary Swank (Melissa / Kelly).
- Guest star: Alexa Barajas (Mari), Nia Sondaya (Akilah), Joel McHale (Kodiak), Jenna Burgess (Melissa), Ashley Sutton (Hannah), Elijah Wood (Walter Tattersall).
- Ascolti USA: telespettatori 95 000 – rating 18-49 anni 0,01%[8]

## Punto di partenza
- Titolo originale: Full Circle
- Diretto da: Bart Nickerson
- Scritto da: Ameni Rozsa

### Trama
- Guest star: Simone Kessel (Charlotte "Lottie" Matthews da adulta), Alexa Barajas (Mari), Nia Sondaya (Akilah), Jenna Burgess (Melissa), Ashley Sutton (Hannah), Elijah Wood (Walter Tattersall).
- Ascolti USA: telespettatori 125 000 – rating 18-49 anni 0,02%[9]